# Leo de Brito
Leonardo Cunha de Brito (Rio Branco, 13 de abril de 1979), conhecido como Leo de Brito, é um advogado, professor universitário e político brasileiro. É ex-deputado federal pelo estado do Acre, filiado ao Partido dos Trabalhadores (PT).

## Biografia
Casado com a advogada e professora da Universidade Federal do Acre (UFAC) Jucyane Pontes, Leo de Brito é advogado formado pela Universidade Federal do Acre (UFAC) e professor universitário, pós-graduado em administração pela Fundação Getúlio Vargas e mestre em Relações Internacionais pela Universidade Federal de Santa Catarina. 
Militante do PT desde a adolescência e filiado desde 1997, participou como estudante secundarista do Movimento dos Caras-Pintadas, que lutou pela cassação do mandato do presidente Fernando Collor de Mello. 
Na universidade foi fundador do Centro Acadêmico de Direito da UFAC, em 1999, e coordenador geral por duas gestões. Também foi membro da direção do Diretório Central dos Estudantes da Universidade. Léo também teve atuação no movimento ambientalista, sendo sócio-fundador da Ong Associação Vertente, que trabalha a temática dos recursos hídricos.[carece de fontes?]
Em 2003, no segundo mandato do governador Jorge Viana, assumiu, aos 23 anos, a Secretaria Extraordinária da Juventude (SEJA). Nesse período, fundou e foi eleito presidente do Conselho Estadual da Juventude e vice-presidente do Fórum Nacional de Secretários e Gestores Estaduais de Políticas Públicas de Juventude. Foi presidente do diretório estadual do PT no Acre entre 2008 e 2013.
Em 2014 foi eleito deputado federal com 20.876 votos. Em 2015 foi um deputados do PT que, como membros do Conselho de Ética da Câmara dos Deputados, seguiram a orientação do partido de evitar confronto com o presidente do Legislativo, Eduardo Cunha, para evitar que este aceitasse um pedido de impeachment da presidente Dilma Rousseff. O deputado, assim como outros colegas, faltou à sessão do Conselho de Ética que analisaria a admissibilidade do processo contra o presidente da Câmara, acusado de irregularidades no exercício do mandato.
Nas eleições de 2018, foi novamente candidato a deputado federal pelo PT, mas não conseguiu ser reeleito com menos de 15 mil votos. No entanto, com a cassação do deputado Manuel Marcos por crimes cometidos na campanha eleitoral, bem como a anulação dos votos recebidos por ele, de Brito assumiu um segundo mandato na Câmara em novembro de 2020, devido à recontagem do quociente partidário com a anulação dos votos de Marcos. 

## Obras publicadas
BRITO, LEONARDO CUNHA DE , Diagnóstico acerca da atual presença de elementos da cidadania participativa e ambiental nas associações civis de pequenos produtores rurais e extrativistas vinculadas à CAPEB., Anais - X Seminário de Iniciação Científica da UFAC, UFAC, 1999.